# Solanum nudum
Solanum nudum är en potatisväxtart som beskrevs av Michel Félix Dunal. Solanum nudum ingår i släktet skattor som ingår i familjen potatisväxter. Inga underarter finns listade i Catalogue of Life.